# Annie (musical)
Annie è un musical con libretto di Thomas Meehan, musiche di Charles Strouse, testi di Martin Charnin, basato sul comic strip Little Orphan Annie di Harold Gray. Dal musical sono stati tratti i film Annie di John Huston (1982) e Annie - La felicità è contagiosa di Wil Cluck (2014).
Il debutto del musical è stato a Broadway nell'aprile 1977 ed è rimasto in scena per 2377 repliche fino al gennaio 1983; la produzione originale ha vinto 7 Tony Awards, tra cui miglior musical.

## Trama

### Atto I
New York, 1933. L'undicenne Annie vive in un orfanotrofio con altre bambine della sua età. Quando la piccola Molly si sveglia da un incubo, Annie la conforta raccontandole dei suoi genitori: anche se l'hanno abbandonata all'orfanotrofio quando era un'infante, infatti, Annie spera ancora che un giorno tornino a prenderla (Maybe). Annie prova quindi a scappare per cercare i suoi genitori, ma viene scoperta da Miss Hannigan, la crudele custode dell'orfanotrofio. Per punirla, Miss Hanigan obbliga tutte le bambine a pulire, mentre loro si lamentano delle condizioni terribili in cui devono vivere all'orfanotrofio (It's the Hard Knock Life). Più tardi, quando il lavandaio Bundles viene a recuperare le lenzuola, Annie riesce a scappare nascondendosi nel suo camioncino. Miss Hannigan se ne accorge e si dà all'inseguimento del mezzo, mentre le altre bambine incitano Annie, pur sapendo che saranno punite al ritorno della custode (Hard Knock Life (Reprise)).
Annie scappa e incontra un cane randagio, Sandy, con il quale fa amicizia e a cui racconta il futuro migliore che li attende (Tomorrow). Più tardi, Annie e Sandy incappano in una Hooverville, una baraccopoli dove vivono molti senzatetto che, prima della Grande depressione, erano ricchi. Sarcasticamente, brindano all'ex-presidente degli Stati Uniti (We'd Like to Thank You, Herbert Hoover), finché l'arrivo della polizia non disperde il gruppo e riporta Annie all'orfanotrofio.
All'orfanotrofio, Miss Hannigan si lamenta di essere sempre circondata da ragazzine (Little Girls). Grace Farrell, l'assistente del miliardario Oliver Warbucks, si presenta poco dopo all'orfanotrofio, richiedendo un orfano per passare il Natale al palazzo di Warbucks. Vedendo quanto Miss Hanningan maltratta Annie, Grace insiste per scegliere lei.
Arrivati a casa di Warbucks, Grace presenta Annie allo staff e le parla di tutti i lussi che avrà a disposizione (I Think I'm Gonna Like It Here). Quando Oliver Warbucks ritorna, non è molto felice della scelta di Annie, avendo pensato che tutti gli orfani fossero ragazzi, e chiede a Grace di portarla a vedere un film mentre lui lavora. Tuttavia, quando si rende conto che Annie non ha mai avuto l'occasione di vedere New York, decide di portarla lui stesso, camminando per 45 isolati fino al cinema Roxy e mostrandole la città in tutta la sua bellezza (N.Y.C.). 
Grace si reca poi da Miss Hannigan per informarla che Warbucks intende adottare ufficialmente Annie. Miss Hanningan è invidiosa che proprio l'orfana che odiava di più si troverà improvvisamente ad avere tutto dalla vita. Nel frattempo, il fratello scansafatiche di Miss Hannigan, Rooster, e la sua ragazza Lily, passano dall'orfanotrofio per chiederle dei soldi. Quando Miss Hannigan accenna all'imminente adozione di Annie da parte di Warbucks, Rooster si accorge che possono sfruttare la situazione a loro vantaggio (Easy Street).
Avendo notato un ciondolo rotto al collo di Annie, Warbucks gliene compra uno nuovo da Tiffany, chiedendosi se si sente pronto per un cambiamento così radicale nella sua vita (Why Should I Change A Thing?). Ma quando offre il ciondolo nuovo a Annie, questa scoppia in lacrime, dicendogli che il medaglione è l'unica cosa che i suoi genitori le avevano lasciato, e che ancora spera che un giorno tornino da lei. Warbucks le giura che riuscirà a trovare i suoi genitori, chiamando il presidente J. Edgar Hoover e chiedendogli di coinvolgere l'FBI nella ricerca (You Won't Be An Orphan For Long).

### Atto II
Warbucks e Annie vengono quindi invitati al programma radiofonico di Bert Healy (Maybe (Reprise)), durante il quale Warbucks promette 50.000$ alla coppia che potrà provare di essere i genitori di Annie. Bert Healy canta una canzone con le Boylan Sisters (You're Never Fully Dressed Without a Smile). All'orfanotrofio, le ragazzine ascoltano il programma alla radio e cantano insieme (You're Never Fully Dressed Without a Smile (Reprise)).
All'orfanotrofio si presenta quindi una coppia, Ralph e Shirley Mudge, che affermano di essere i genitori di Annie; in realtà, sono Rooster e Lily travestiti, che sperano di farsi passare come genitori con l'aiuto di Miss Hannigan, per il quale domanda metà del denaro (Easy Street (Reprise).
Warbucks porta Annie a Washington, dove incontra il presidente Franklin D. Roosevelt e i suoi ministri; questi, ispirati dall'ottimismo della ragazzina, decidono di farne un caposaldo del loro governo (Tomorrow (Cabinet Reprise)). 
Una volta tornati a casa, Warbucks parla ad Annie di quanto le vuole bene (Something Was Missing). Dal momento che tutte le persone che si erano presentate come suoi genitori erano in realtà degli imbroglioni, Warbucks si offre nuovamente di adottarla, e Annie accetta con gioia. Lo staff della casa veste Annie per il processo di adozione, dicendole di quanto il suo arrivo abbia cambiato le loro vite (Annie). Quando il giudice Louis Brandeis arriva per iniziare il procedimento di adozione, Warbucks e Annie ballano insieme (I Don't Need Anything But You).
Vengono però interrotti da Rooster e Lily, sempre travestiti da Ralph e Shirley Mudge, che presentano al giudice dei documenti falsi e l'altra metà del ciondolo di Annie, certificando così di essere i suoi genitori. Warbucks richiede che Annie possa passare con lui un'ultima sera, e che i due la vengano a prendere la mattina di Natale. Il giorno dopo, Annie si chiede se la vita con i suoi genitori sarà bella quanto la vita che avrebbe potuto avere con Warbucks (Maybe (Second Reprise)). Warbucks riceve una visita a sorpresa da Roosevelt e dai Servizi segreti, che hanno scoperto che i veri genitori di Annie, David e Margaret Bennet, sono morti da qualche tempo, e che Annie è effettivamente orfana. Le bugie di Rooster e Lily vengono così svelate, e questi vengono arrestati dai Servizi segreti insieme a Miss Hannigan. 
Annie viene adottata da Warbucks, che canta di come quel Natale sia l'inizio di una nuova vita per loro, per le altre orfane (che vengono tutte adottate dagli amici di Warbucks) e per tutti gli Stati Uniti, grazie al New Deal di Roosevelt (A New Deal for Christmas / Tomorrow (Second Reprise)).

## Numeri musicali
Atto I
- Overture – Orchestra
- Maybe – Annie e orfane
- It's the Hard Knock Life – Annie e orfane
- It's the Hard Knock Life (Reprise) – Orfane
- Tomorrow – Annie
- We'd Like to Thank You, Herbert Hoover – Ensemble
- Little Girls – Miss Hannigan
- Little Girls (Reprise) – Miss Hannigan
- I Think I'm Gonna Like It Here – Grace, Annie, Ensemble
- N.Y.C. – Warbucks, Grace, Annie, Ensemble
- N.Y.C. (Reprise) / Lullaby – Warbucks
- Easy Street – Rooster, Miss Hannigan e Lily
- You Won't Be an Orphan for Long – Grace e Warbucks
- Why Should I Change a Thing? – Warbucks
- Maybe (Reprise) – Annie

Atto II
- Maybe (Reprise II) – Annie
- You're Never Fully Dressed Without a Smile – Bert Healy e le Boylan Sisters
- You're Never Fully Dressed Without a Smile (Children Reprise) – Orfane
- Easy Street (Reprise) – Rooster, Miss Hannigan eLily
- Tomorrow (Cabinet Reprise) – Annie, Roosevelt, Warbucks e Ministri
- Tomorrow (Cabinet Reprise II) – Roosevelt e Ministri
- Something Was Missing – Warbucks
- Annie – Grace, Drake e lo Staff
- I Don't Need Anything But You – Warbucks e Annie
- Maybe (Reprise III) – Annie
- New Deal for Christmas – Warbucks, Grace, Annie, Roosevelt, Orfane e lo Staff
- Tomorrow (Reprise) - Compagnia